# Senyoria de Montespan
La senyoria de Montespan fou una jurisdicció feudal occitana centrada a Montespan (Alta Garona).

## Història
La senyoria va pertànyer a Arnau de Comenge, vescomte de Coserans i comte de Pailhars, (abans de 1267- vers 1304/1310) casat el 1264 amb Filipina de Foix, filla de Roger IV de Foix i de Brunisenda de Cardona. Va llegar la senyoria al seu segon fill Arnau conegut com a Arnau I d'Espanha, casat amb Marquesa de Séméac i pares d'Arnau II, casat amb Margarita de Labarta. El seu fill Arnau III el va succeir i fou fet presoner a la batalla de Poitiers del 1356; casat amb Gallarda de Miramont van ser els pares de Roger I d'Espanha, senyor de Montespan, mort el 1410, que es va casar amb Esclaramunda de Villars (només va tenir una filla) i amb Clara de Gramont, amb la que va tenir a Roger II de Montespan, a Bernat de Ramefort i a Arnau de Durfort.
Roger II es va casar el 1417 amb Jaumeta de Mauléon, i van tenir a Mateu de Montespan, a Roger de Panassac i a Arnau (casat amb una filla de Joan de Foix senyor de Rabat amb la qual només va tenir filles). Mateu I d'Espanha es va casar l'1 de novembre de 1461 amb Caterina de Foix, filla de Joan de Foix de Rabat, i va morir el 1477, deixant com a hereu Arnau IV de Montespan, mort el 20 de desembre de 1515, casat amb Madalena d'Aura, de la que només va tenir dues filles; va deixar també un bastard, Pere senyor de la Bastida, sense dret a l'herència, i que del seu matrimoni només va deixar una filla.
Arnau IV tenia un germà únic, Carles d'Espanha, que el va succeir a Montespan i Ramefort; casat el 21 de novembre de 1501 amb Catarina Maria d'Aura, va tenir dotze fills (tres mascles i nou femelles): Onofre, Francesc, Gabriela, Margarita gran, Maria, Bertran, Catarina, Anna, Germana, Margarita petita, Helena i Geralda.
Onofre d'Espanha, senyor de Ramefort, mort el 15 d'agost de 1589, fou pare de11 fills dels quals sis mascles, sent el successor a Ramefort Carles d'Espanha, mort el 1607
i pare de 3 fills i una filla; el successor fou Carles II que va tenir dos fills i una filla; el fill Melxior el va succeir i fou pare d'Enric Bernat, cavaller i marques d'Espanha, baró de Ramefort, senyor de Cassagnebère, baró de Nébouzan, cavaller de Malta i Saint Louis, gran senescal dels estats de Comenge, Coserans i Nebussan o Nébouzan, casat el 1763; va tenir 8 fills dels quals la meitat mascles sent el successor Carles Josep Enric d'Espanha ("Carlos José Enrique de España de Couserans de Comminges y de Foix", comte d'Espanya, cavaller de les ordes de Carles III, Sant Fernando i Sant Hermenegildo. Gentilhome del rei espanyol, virrei de Navarra, governador de Catalunya, tinent general del rei a l'Aragó i Galícia, mort el 1839 a Lleida; pare de dos fills i una filla, sent l'hereu Josep d'Espanya, vescomte de Coserans, cavaller de Sant Jordi i de l'orde militar de Malte, gentilhome del rei espanyol, mort a Palma el 1890, deixant 9 fills, dels quals el successor fou Ferran d'Espanya, comte d'Espanya, vescomte de Coserans, cavallers de Malta, pare de tres fills i una filla sent l'hereu Josep d'Espanya, comte d'Espanya, vescomte de Coserans, gentilhome del rei, pare de tres fills, sent l'hereu Ferran comte d'Espanya, vescomte de Coserans, marquès de Solleric, cavaller de Malta, pares de dos fills i tres filles, sent l'hereu Josep d'Espanya, comte d'Espanya, vescomte de Coserans, cavaller de Malta, casat el 1959, i pares de Maria i Francesc.

## Senyors de Montespan
- Arnau I senyor de Montespan vers 1310-?
- Roger (fill), senyor de Montespan i de Bordières ?
- Arnau II (germà) senyor de Montespan ?
- Arnau III (fill) senyor de Montespan vers 1356
- Ramon Arnau (germà) senyor de Ramefort i d'Estacagosse
- Roger I (fill d'Arnau III) senyor de Montespan, mort el 1410.
- Roger II (fill) senyor de Montespan 1410-?
- Mateu I (fill) senyor de Montespan (casat 1461) mort 1475
- Roger III (fill) senyor de Montespan (casat el 1498)
- Arnau IV (germà) senyor de Montespan (casat el 1498)
- Roger IV (fill) senyor de Montespan, casat el 1526, mort el 22 de març de 1555.
- Paula, senyora (dama) de Montespan casada el 1521 amb Antoni de Gondrin, mort el 1572 (dinastia dels Pardaillan, senyors de Pardaillan i de Gondrin)
- Hèctor (fill), senyor de Gondrin i de Montespan, casat 1561, mort 1611
- Antoni Arnau (fill), senyor de Gondrin, de Montespan i d'Antin, i el 1612 marquès d'Antin i de Montespan, mort 1624
- Joan Antoni, conegit com el Duc de Bellegarde, marquès de Montespan, mort el 21 de març de 1687 (el seu germà Roger Hèctor va heretar el marquesat d'Antin; un altre germà, Cèsar August, fou marquès de Termes per herència materna, títol extingit el 1704 amb el seu fill Roger, mort amb només una filla monja)
- Roger-Hector (germà) marquès d'Antin i comte de Mieslan (casat 1635) hereta Montespan
- Lluís Enric (fill), marques de Montespan (el seu germà Enric hereta el marquesat d'Antin, i va morir en duel; un altre germà Just, fou comte de Mieslan), mort el 1702
- Lluis-Antoni (fill) (1665-vivia el 1712) marquès d'Antin (duc el maig de 1711), marquès de Montespan, marquès de Gondrin, marquès de Mézières, vescomte de Murat, baró de Cursé, baró de Moncontour i baró de Langon, i senyor d'Oyron, del ducat d'Epernon i del ducat de Bellegarde, par de França des de 1711), brigadier, mariscal (1696) i tinent general (1703)
- Lluís I (fill), marquès de Gondrin, va premorir al pare el 5 de febrer de 1712 (un germà, Gabriel Francesc va rebre el marquesat de Bellegarde i va morir el 1719)
- Lluís II (fill) conegut com el Duc d'Epernon, duc d'Antin, par de França (el seu germà Antoni Francesc va rebre el marquesat de Gondrin), mort 1743
- Lluís III, duc d'Antin, par de França, mort 13 de setembre de 1757.
- Magdalena, casada el 1753 amb Francesc Manel, duc d'Usès, mort el 1802
- Francesc (fill), duc d'Uzès (fill) mort 1843
- Adrià-Francesc (fill), mort 1837 (duc d'Uzès)
- Armand-Gerald (fill) mort 1872 (duc d'Uzès)
- Amable Antoni (fill) mort 1878 (duc d'Uzès)
- Jaume (fill), mort 1893 (duc d'Uzès)
- Lluís Manel (germà), mort 1943 (duc d'Uzès)
- Gerald Francesc, fill premort (1929) (el seu germà Manel Simó fou marquès de Crussol i va morir el 1952)
- Manel Jaume (fill) mort 1999
- Lluís Frederic de Crussol (fill de Manel Simó de Crussol) duc d'Usès 1999, mort 2001
- Jaume Manel (fill) marques de Crussol i duc d'Usès
- Carles Lluis (hereu, marquès de Crussol)

## Branca de Durfort
- Arnau I senyor de Durfort, fill de Roger I de Montespan
- Arnau II (fill) senyor de Durfort
- Joan (fill) senyor de Durfort
- Hug (fill) senyor de Durfort
- Arnau II (fill) senyor de Durfort
- Rosa, senyora (dama) de Durfort (casada 1535)
- Guiu senyor de Cornil

## Branca de Lissac
- Arnau senyor de Lissac, fill d'Arnau UU de Durfort
- Joan senyor de Lissac (fill)
- Pau (mort sense successió)

## Branca de Ramefort (primera)
- Bertran, senyor de Ramefortr, Aulon i Chassameres, fill de Roger I de Montespan
- Ramon Arnau (fill) senyor de Ramefortr, Aulon i Chassameres (casat 1470)
- Bertran (mort sense successió)

## Branca de Lavagnac
- Roger senyor de Lavagnac, de Seisses i de Marignac, fill de Roger II de Montespan (casat 1461)
- Galobi, senyor de Lavagnac, de Seisses i de Marignac (casat 1487)
- Joan Claudi, senyor de Lavagnac, de Seisses, i de Marignac i senyor de Panassac, de Vesins i de Lobersan (casat el 1519)
- Jaume Mateu, senyor de Lavagnac, de Seisses, de Marignac, de Panassac, de Vesins i de Lobersan (casat 1539)
- Joana Germana, senyora (dama) de Lavagnac, de Seisses, de Marignac, de Panassac, de Vesins i de Lobersan, casada amb Enric de Noailles, senyor de Noailles (+ 1622)

## Segona branca de Ramefort
- Carles, fill d'Arnau IV de Montespan, senyor de Ramefort, mort el 1589.
- Onofre (fill), senyor de Ramefort, mort el 15 d'agost de 1589.
- Joan Alexandre (fill), senyor de Ramefort
- Carles I (germà), senyor de Ramefort (casat 1590), mort 1607
- Carles II (fill), senyor de Ramefort (casat 1622)
- Melxior (fill), senyor de Ramefort
- Enric Bernat, baró de Ramefort (casat 1763)